# Acanthobonellia miyajimai
Acanthobonellia miyajimai is een lepelworm uit de familie Bonelliidae. De wetenschappelijke naam van de soort werd in 1904 door Ikeda gepubliceerd als Bonellia miyajimai.